# Zuid-Meeuwenoord
Polder Zuid-Meeuwenoord was een polder en waterschap in de gemeente Voorne aan Zee (voorheen Brielle) in de Nederlandse provincie Zuid-Holland.
Het waterschap was verantwoordelijk voor de waterhuishouding in de polder.